# 薬剤性過敏症症候群
薬剤性過敏症症候群（やくざいせいかびんしょうしょうこうぐん、英:  Drug induced hypersensitivity syndrome.)（DIHS）とは、高熱と臓器障害をともなう薬疹を発症し、スティーブンス・ジョンソン症候群、 中毒性表皮壊死症とならぶ重篤な薬疹の一つである。

## 概要
原因薬剤の投与から2〜3週間後に発症し、通常の薬疹とは異なり原因薬剤をの投与を中止したあとでも症状が進行する。臨床症状は再燃を起こす二峰性であり、それにはHHV-6が関与していることが報告されており、薬剤とウイルス感染の複合した病態だと考えられている。

## 原因薬剤
他の薬疹とことなり、原因薬剤はある程度限定されており、抗てんかん薬（カルバマゼピン、フェニトイン）、アロプリノール、メキシレチンなどのほか、ニキビの治療で使用されるミノサイクリンで起こることがある。

## 薬疹
皮疹は紅斑丘疹型、多形紅斑型で顔面の浮腫が特徴的である。